# Абасова, Тамилла Рашидовна
Тами́лла Раши́довна Аба́сова (азерб. Tamilla Rəşid qızı Abbasova, род. 9 декабря 1982, Москва) — российская профессиональная трековая велогонщица. Серебряный призёр Летних Олимпийских игр 2004 года и чемпионата мира 2005 года в спринте. Многократная чемпионка Европы в дисциплинах спринт, гит с места на 500 м и кейрин. Заслуженный мастер спорта России.

## Победы
1999
- Чемпионат мира среди юниоров, спринт — 2-е место

2001
- Чемпионат Европы до 23 лет:
  -  спринт — 2-е место
  -  гит с места, 500 м — 3-е место

2002
- Чемпионат Европы:
  -  спринт — 1-е место
  -  гит с места, 500 м — 1-е место

2003
- Чемпионат Европы:
  -  спринт — 1-е место
  -  гит с места, 500 м — 1-е место
  -  кейрин — 1-е место

2004
- Чемпионат Европы:
  -  спринт — 1-е место
  -  гит с места, 500 м — 1-е место
- Олимпийские игры, спринт — 2-е место

2005
- Чемпионат мира, спринт — 2-е место

## Интересные факты
Тамилла Абасова имеет азербайджанско-русское происхождение. Исповедует баптизм.